# RMN du fluor 19
La RMN du fluor 19 (parfois simplement appelée RMN du fluor) est l'application de la spectroscopie de Résonance Magnétique Nucléaire au fluor. Le 19F possède un spin de ½ et son abondance relative naturelle est de 100 %, ce qui fait de cette technique une méthode de choix pour l'analyse et la résolution de structure des composés fluorés.

## Propriétés du fluor 19
Hormis le proton et le carbone 13, le fluor 19 est l'un des noyaux les plus étudiés. L'avantage principal vient du fait que son abondance relative naturelle est de 100 % et de son très fort rapport gyromagnétique. Les différentes résonances du noyau de fluor sont généralement bien séparées, la plage de déplacement chimique étant vingt fois plus étendue que celle du proton.
Le 19F possède un spin de ½, et ainsi les temps de relaxation sont suffisamment longs pour que les couplages spin-spin puissent être résolus.

## Déplacements chimiques
Selon son environnement chimique, les résonances des composés organiques et inorganiques peuvent couvrir une plage d'environ 700 ppm, allant de -300 à +400 ppm ,.

Déplacement chimique de différents composés fluorés.